# Горохівська сільська територіальна громада
Горохівська сільська територіальна громада — територіальна громада в Україні, у Баштанському районі Миколаївської області. Адміністративний центр — село Горохівське.
Утворена 31 травня 2018 року шляхом об'єднання Баратівської, Горохівської та Суворської сільських рад Снігурівського району.

## Населені пункти
До складу громади входять 3 селища (Галаганівка, Садове, Світла Дача) і 16 сіл: Баратівка, Великопілля, Виноградне, Горохівське, Гречанівка, Гуляйгородок, Лиманці, Михайлівка, Новий Шлях, Новософіївка, Новотимофіївка, Олександрівка, Петропавлівське, Промінь, Романово-Булгакове, Суворе.